# مینرو

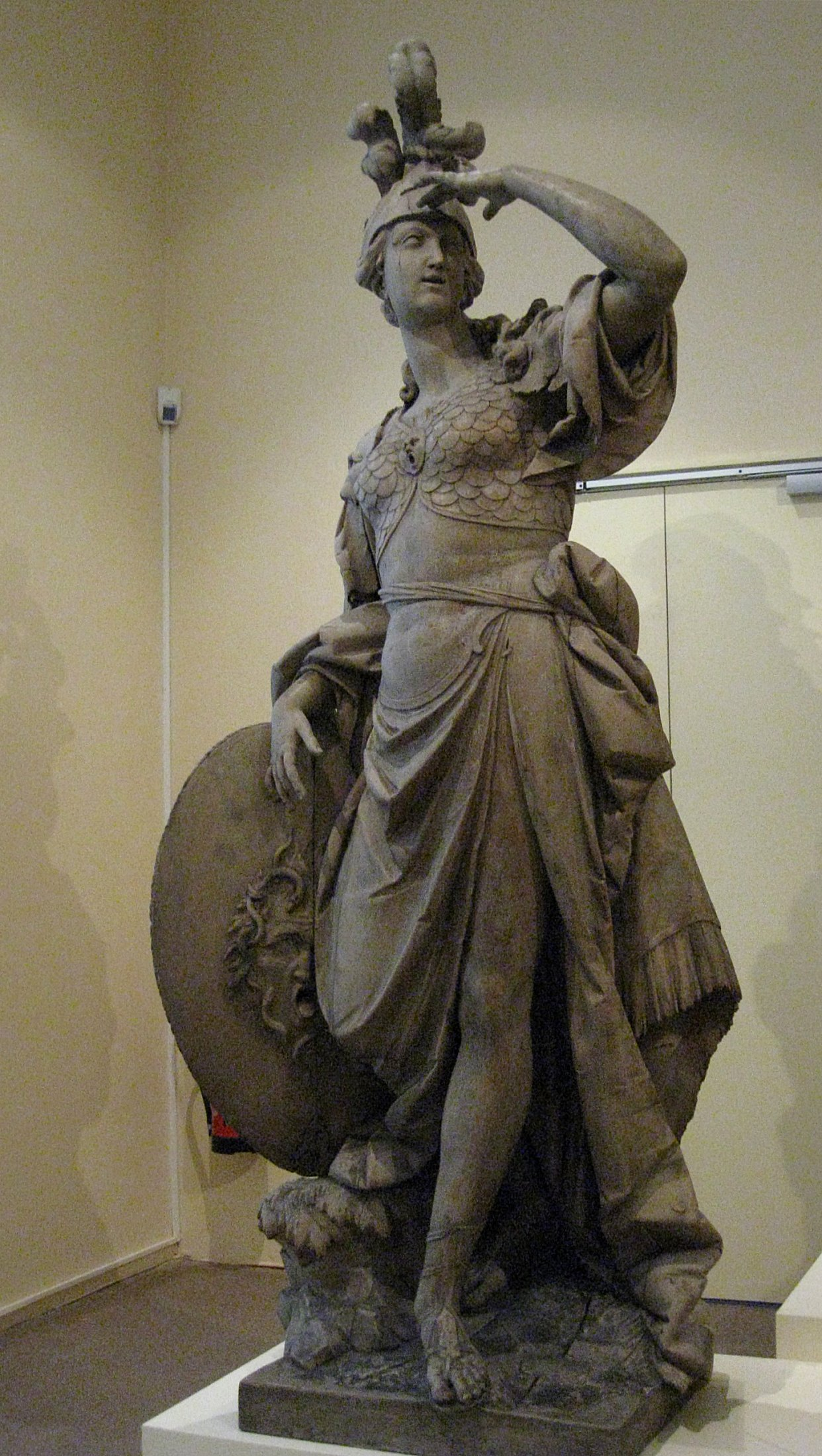
پیکره مینرو اثر یوهان باپتیست در موزه ملی مونیخ

مینروا (به لاتین: Minerva) یا مینرْوْ (به فرانسوی: Minerve) الهۀ رومی حکمت و جنگ استراتژیک و حامی هنرها، تجارت و استراتژی است. مینروا همچون مارس حامی خشونت نیست، بلکه تنها پشتیبان جنگ دفاعی است. از سدۀ دوم پیش از میلاد، رومیان باستان وی را با الهۀ یونانی، آتنا، برابر دانسته‌اند. مینروا در کنار ژوپیتر و یونو یکی از سه خدای رومی تریاد کاپیتول است.
وی الهۀ باکره موسیقی، شعر، پزشکی، حکمت، بازرگانی، نساجی، و صنعت‌گری بود. مینروا اغلب با مخلوق مقدسش که یک جغد است و معمولاً جغد مینروا نامیده می‌شود، به تصویر کشیده شده است، جغدی که تجسم انس او با حکمت و دانش است؛ همچنین به میزان کمتری یک مار و درخت زیتون نیز سمبل اویند. مینروا غالباً با قدی بلند و بدنی قهرمانانه و عضلانی تصویر شده است و زره پوشیده و نیزه‌ای در دست دارد.